# 熱帶氣候

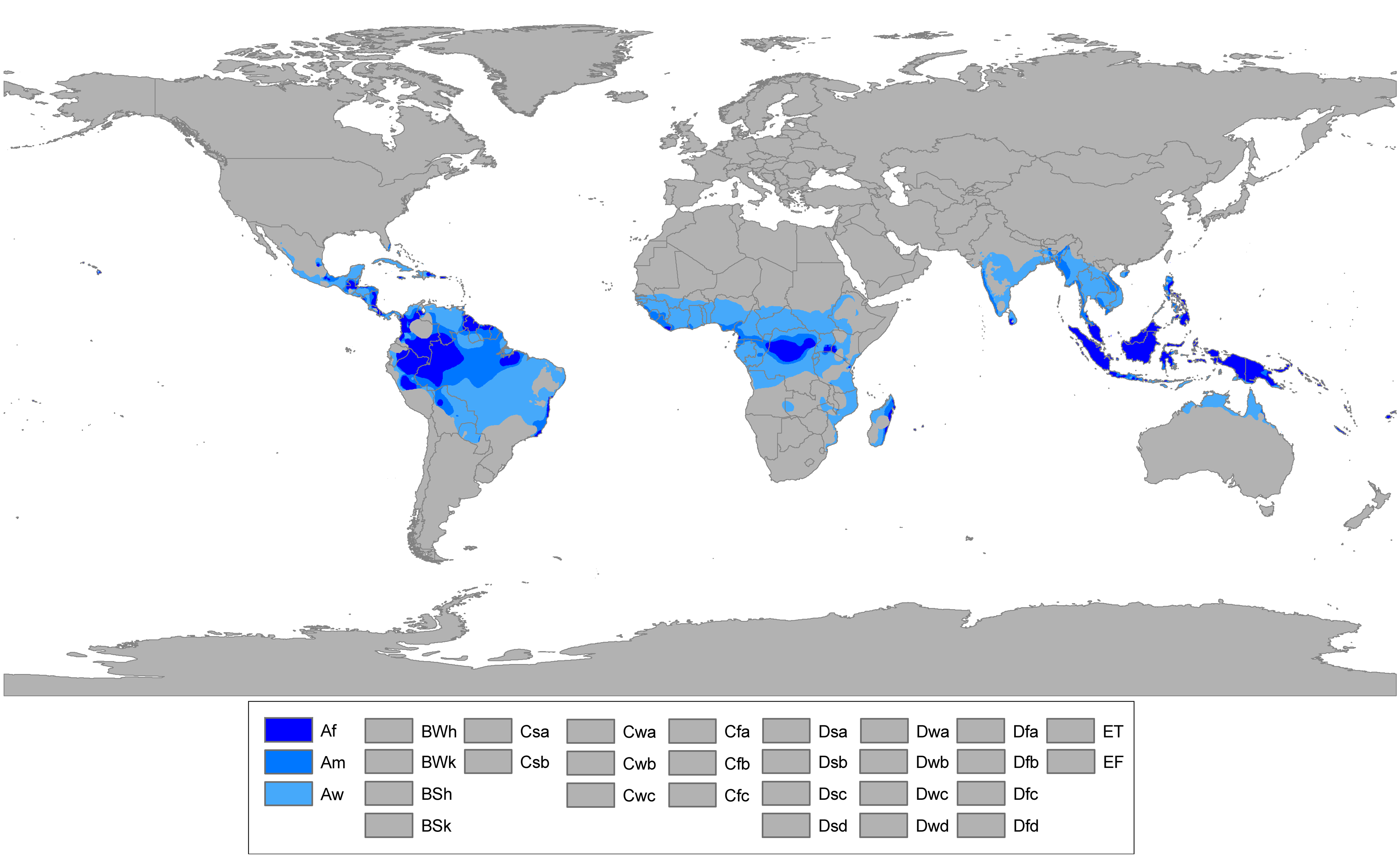
熱帶氣候的分佈地區以及柯本氣候分類法的三種熱帶亞型氣候
Af－熱帶雨林氣候
Am－熱帶季風氣候
Aw－熱帶莽原氣候

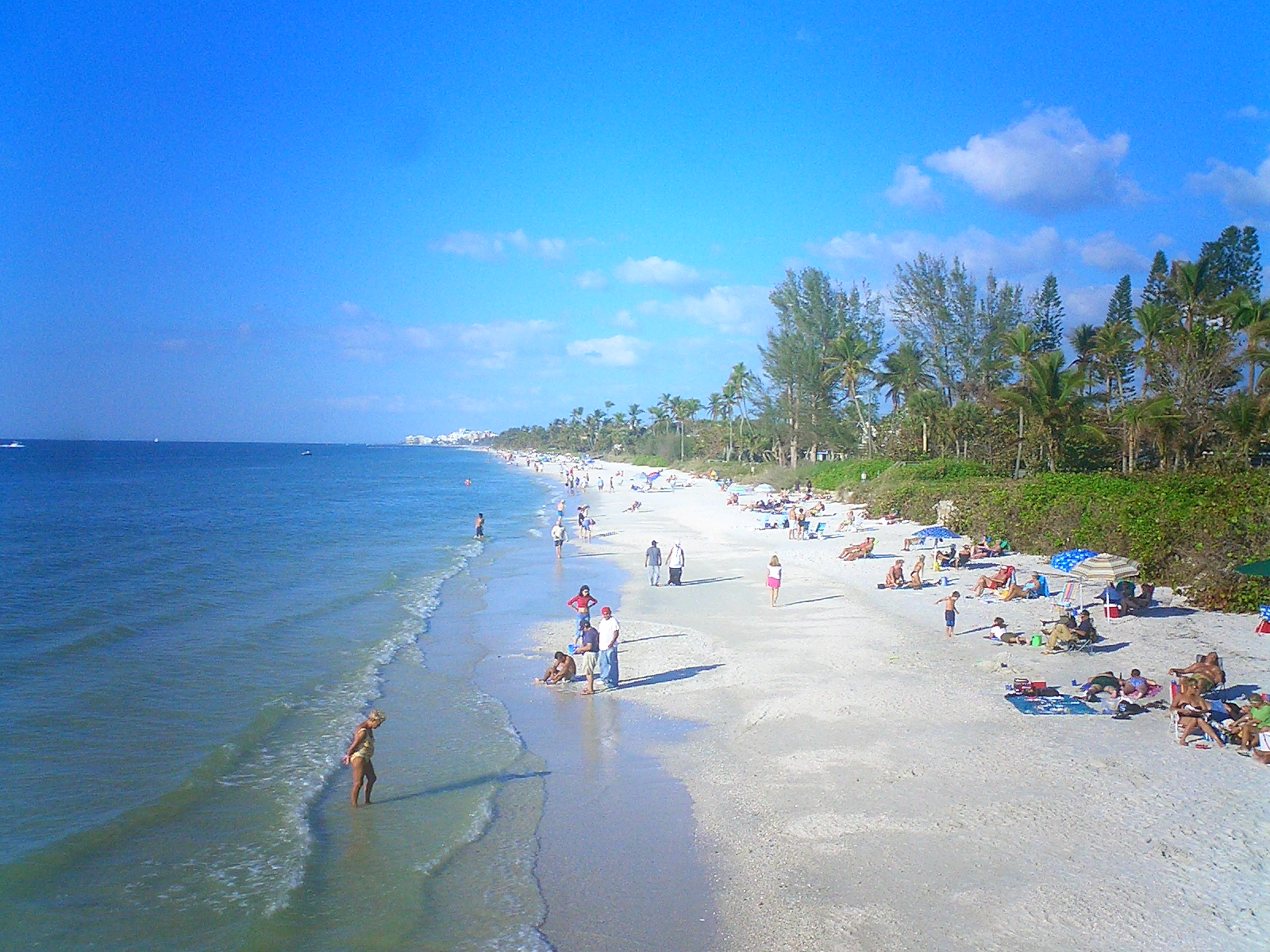
這座位於美國佛羅里達州那不勒斯的海灘，岸上椰子樹的景觀，呈現了典型熱帶氣候的樣貌。雖然這座海灘位於北回歸線以北百餘英里處的亞熱帶地區，但是週遭溫暖的墨西哥灣海水，使它最冷月均溫維持在18 C以上，屬於熱帶氣候。

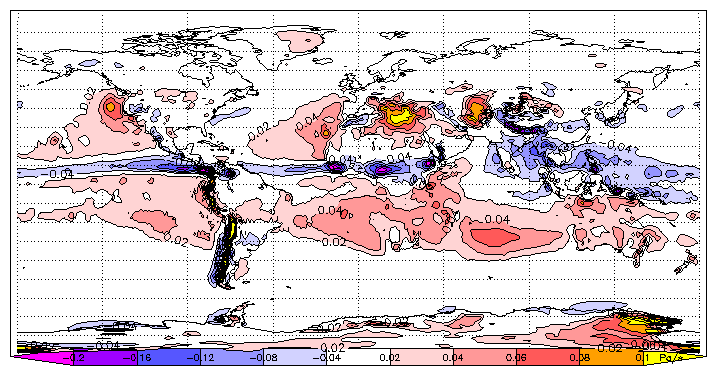
此圖為每年七月全球熱帶輻合帶之垂直氣流分佈圖（500 hPa，1979年－2001年平均），其中顏色區塊偏藍或數值（單位：Pa/sec）為負表示上升氣流（低壓帶），顏色區塊偏紅或數值為正表示下沉氣流（高壓帶），其中低壓帶多集中於赤道，高壓帶的分佈則較為分散。

熱帶氣候（英語：Tropical climate）或稱低緯度氣候
，在柯本氣候分類法中，是屬於非乾燥氣候的「A」型氣候，地處於赤道南北兩側跨20－40個緯度以內，與中、高緯度氣候不同的是，熱帶氣候的日照時間與溫度隨季節變化不明顯，全年溫度恆定，最冷月均溫在18 °C（64 °F）以上，季節變化則以降雨為主，年雨量在750毫米以上。